# Башкиры-вотчинники
Башкиры-вотчинники (асаба-башкортлар, аҫаба) — термин, использовавшийся со второй половины XVI в. вплоть до XIX вв. в русских административно-управленческих учреждениях для обозначения населения северо-западной части Южного Приуралья, обладавшего наследственными правами на владение землёй.
В этническом плане группа башкир-вотчинников была многокомпонентной.

## Вотчинное право башкир
Вотчинное право башкир — это система общеобязательных правил землепользования и землевладения населения, относящегося к сословию башкир,, восходящая к нормам обычного права. Вотчинное право на землю было общей привилегией ясачного населения и данное население составляло отдельное сословие Российского государства, и башкиры представляли сословную группу в рамках этого сословия. А отношение населения к вотчинникам, определяло государство.
Обладателей вотчинного права именовали вотчинниками. Башкиры-вотчинники (или башкиры-асаба) имели исторически сложившиеся права владения, распоряжения и пользования своими землями. Вотчинное право башкир регулировало земельные отношения внутри башкирского общества, между башкирами-вотчинниками и государством, между башкирами-вотчинниками и различными категориями пришлого населения края (припущенниками). Башкирская община являлась коллективным собственником земли, при этом каждый общинник формально имел равные права на пользование общинной (вотчинной, волостной) землей. Условиями вотчинного права являлись ясак, уплату которого башкиры считали гарантией своих прав на землю, и военная служба.
По мнению башкирского исследователя Мурзабулатова М.В., кроме башкир, ни один народ, принявший российское подданство, не имел вотчинного права на землю. Однако, по мнению российских историков, в этническом плане в формировании башкир-вотчинников приняли участие различные этнические группы, проживавшие в Приуралье, в том числе иштяки, ногаи, татары, финно-угры и калмыки.. После падения Казанского ханства, в звание «башкиры» стремилось записываться и пришлое население, которые ранее проживали на правах «припущенников» (тептярей), к этому способствовал высокий социальный статус башкир-вотчинников. А уже XVII–XVIII веках численность башкир-вотчинников возросла за счет вхождения в нее выходцев из Среднего Поволжья (главным образом ясачных татар, а также мордвы, чувашей, марийцев и удмуртов). В результате этническое содержание термина «башкиры» в северо-западной части Южного Приуралья постепенно замещается сословным.
Русская администрация распространяла этноним «башкир» на всех вотчинников, вне зависимости от их происхождения, а сам термин все больше замещался сословным его значением И к 1855 году, после административных реформ в Уфимской губернии, этнический смысл слова «башкир» в западном Приуралье был утерян.. Таким образом, сословная общность башкир этнически была многокомпонентной, к ней относились не только башкиры, в современном его понимании, но и татары, ногайцы, финно-угорские народы Поволжья.

## В составе государств Чингизидов
Башкиры платили ясак и несли военную службу в пользу тех государств, в состав которых они входили в XII — 1-й половине XVI веков (Золотая Орда, Казанское и Сибирское ханства, Ногайская Орда). Согласно преданиям, башкирские бии получали от ханов-чингизидов ярлыки на владение землями племен, границы которых определялись по тамге и сохраняли автономию на родовых землях Южного Урала. Предположительно по этой причине земли башкир не вошли в состав ни одного золотоордынского улуса, до вхождения в Ногайскую Орду.
В случае, если в силу тех или иных причин человек или семья оказывались лишенными вотчинного права на землю, то они становились припущенниками на землях других башкирских родов (тептярами).

## ПрисоединениеБашкортостанав состав Московского государства
После присоединения Башкортостана к России, московский государь сохранял за башкирами все их земли и признавал вотчинное право на них. Царь обещал также сохранять местное самоуправление, не притеснять мусульманскую религию («…дали слово и поклялись башкир, исповедующих ислам, никогда не насиловать в другую религию…»). То есть, после присоединения Башкирии к Русскому государству, вотчинное право башкир было юридически оформлено в жалованных грамотах Ивана IV.
С течением времени, названия земель рода или племени (то есть вотчины) трансформировались в волости.
Вотчинное право башкир было подтверждено Соборным Уложением 1649 года. По ст. 43 башкирам запрещалось продавать, обменивать, закладывать, сдавать в аренду на длительный срок свои вотчинные земли, при этом они могли сдавать свои земли в аренду на короткое время и за плату.

А в городех у князей, и у мурз, и у татар, и у мордвы, и у чюваши, и у черемисы, и у вотяков, и у башкирцов, бояром, и окольничим, и думным людем, и стольником, и стряпчим, и дворяном московским, и из городов дворяном, и детем боярским, и всяких чинов русским людем, поместных и всяких земель не покупати и не меняти и в заклад и здачею и в наем на многия годы не имати.— Соборное уложение 1649 года/Глава XVI

## Башкирские восстания на защиту вотчинного права
Российское правительство строило новые крепости, слободы, остроги, заводы на вотчинных землях башкир, издавало указы о запрете кузниц и медресе, запрещало производить вооружение и чеканить деньги, освобождало тептярей и бобылей от уплаты оброка за землю башкирам, что нарушало права последних. Нарушение условий вотчинного права вызывало башкирских восстаний, для их усмирения царские правительства были вынуждены подтверждать их вотчинные права. Например, Царский наказ уфимскому воеводе от 1664 года после Башкирского восстания в 1662—1664 годах, Указы правительства от 1682 и 1694 годов были приняты во время и после Башкирского восстания в 1681—1684 годов, указы 1734 года и 10 августа 1739 года были введены во время Башкирского восстания в 1735—1740 годов, Указ от 1 сентября 1755 года был принят во время Башкирского восстания 1755—1756 годов и т. д.

## Вотчинное право в XIX — начало XX веках
Согласно указу от 11 октября 1818 года был введён запрет на продажу башкирских земель.
От 10 апреля 1832 года был подписан указ «О правах башкирцев на принадлежащия им земли в Оренбургском крае», по которому уже вышесказанное положение отменяется. Согласно данному нормативно-правовому акту вновь подтверждается вотчинное право башкир. При этом устанавливаются новые правила продажи и сдачи в аренду башкирских земель, а также неотчуждаемые земельные наделы для башкир-вотчинников из расчёта 40—60 десятин на душу мужского пола. По разрешению земельных споров было рекомендовано руководствоваться материалами Генерального межевания, сроком давности владения, документами о купли-продаже и т. д.
Законом от 14 мая 1863 года было принято «Положение о башкирах», которое ознаменовало собой новый этап в развитии земельных отношений в Башкирии. Согласно закону земли башкир могли оставаться в нераздельном владении всего общества, либо по усмотрению всего общества могли быть разделены между их владельцами. Кроме того, башкирам теперь разрешалось приобретать в собственность движимое и недвижимое имущество.
10 февраля 1869 года был подписан указ «О размежевании башкирских дач для наделения землею башкир-вотчинников и их припущенников и о порядке продажи и отдачи в оброчное содержание общественных башкирских земель», что привело к массовой купле-продажи башкирских вотчин и обезземеливанию коренного населения. Согласно указу границы вотчин, определяемые по Генеральному межеванию, остаются в неприкосновенности, остальные башкирские земли подразделяются на многоземельные и малоземельные.
«Положение о размежевании башкирских дач» от 20 апреля 1898 года предписывало разделение башкирских вотчин между башкирами-вотчинниками, припущенниками и другими. Часть территорий башкирских земель передавалась в государственный запас. В соответствии с законом башкирам-вотчинникам отводилось по 15 десятин на душу, а припущенникам — по 7,5 десятин. При этом был введён запрет на продажу душевых наделов башкир-вотчинников.
Вотчинное право башкир было ликвидировано Советской властью принятием Декрета о земле от 27 октября 1917 года.

## Споры вокруг вотчинного права башкир
С критикой авторов «Татарской энциклопедии» и «Альметьевской энциклопедии» выступил башкирский историк А. З. Асфандияров. Однако в сторону российских историков и историков других стран, продерживающих такие же тезисы, как и авторы татарстанских энциклопедий, башкирский историк критику никогда не приводил. По его мнению, авторы татарстанских источников вторят за тезисами Д. М. Исхакова и считают башкир сословием, а не этносом и при этом слово башкиры берут в кавычки. В то же время Асфандияров указывает на то что сословия формировались на основе этносов, к примеру, у самих татар имелись свои сословия — ясачные, служилые, чемоданные, лашманные, торговые татары и они не были однокомпактными..
По мнению башкирского историка И. Г. Акманова, идеи Исхакова «научно несостоятельны, политически — реакционны».